# Das Wort (Film)
Das Wort ist ein dänisches Filmdrama von Carl Theodor Dreyer aus dem Jahre 1955. Es basiert auf dem 1932 veröffentlichten Theaterstück Ordet des dänischen Pastors Kaj Munk. Die Titel von Theaterstück und Film spielen dabei auf das Bibelwort „Im Anfang war das Wort“ (Johannes 1,1) an.
Der Film wurde mit dem Goldenen Löwen der Filmfestspiele von Venedig ausgezeichnet und gilt heute als ein Meisterwerk der Filmgeschichte, das in Kritikerlisten häufig zu den besten Filmen aller Zeiten gezählt wird.

## Handlung
Im ländlichen Jütland des Jahres 1925 lebt die stolze und recht wohlhabende Bauernfamilie Borgen. Patriạrch der Familie ist der Witwer Morten, der als wichtiger Mann im Dorfe gilt und bei der Errichtung der örtlichen Kirchengemeinde eine entscheidende Rolle gespielt hat. Der älteste Sohn Mikkel ist ein gutherziger und verantwortungsbewusster Mann, seine kluge Frau Inger fungiert als gute Seele des Hauses und ist momentan mit dem dritten Kind schwanger. Im Gegensatz zu seiner gläubigen Frau fehlt es Mikkel jedoch an Gottesglauben. Mortens zweiter Sohn ist Johannes, der während seines Theologiestudiums über die Werke von Søren Kierkegaard offensichtlich wahnsinnig wurde und sich nun für Jesus Christus hält. Johannes zieht predigend über den Hof und die Dünen und kritisiert den „lauwarmen“ Gottesglauben seiner Familie und des jungen, neu eingetroffenen Pfarrers. Mortens dritter und jüngster Sohn ist schließlich Anders, der sich in Anne Petersen – die Tochter des Dorfschneiders – verliebt hat.
Eines Tages gesteht Anders gegenüber Mikkel und Inger, dass er Anne liebt und sie heiraten will. Das Problem ist jedoch, dass Annes Vater – der Schneider Peter – Anführer einer fundamentalistischen Glaubensgruppe im Dorf ist und völlig andere Vorstellungen über das „richtige“ Christentum hat als Morten, der hinter der normalen Kirchengemeinde steht. Anders bittet Inger um ihre Mithilfe, dass sie Morten zur Zustimmung für die Heirat überzeugen solle. Doch trotz Ingers Überzeugungsarbeit benimmt sich Morten stur und lehnt die Heirat seines Sohnes mit der Tochter des Rivalen ab. Erst als Anders bei Peter um die Hand seiner Tochter anhält und mit der Begründung zurückgewiesen wird, er sei kein richtiger Christ, ändert Morten – in seinem Stolz verletzt – seine Meinung. Am Abend fährt Morten selbst, von Anders begleitet, zum Haus der Petersens, wo sie den Schneider umstimmen wollen. Im Haus des Schneiders sehen sie sich gezwungen, erst das Ende eines dort stattfindenden Gottesdienstes abzuwarten. Im folgenden Gespräch gibt sich Petersen ebenso stur wie zuvor Morten und will einer Heirat nur zustimmen, wenn Morten und seine Familie im Gegenzug seiner Sekte beitreten. Es kommt zu einer heftigen Diskussion über Glaubensgrundsätze zwischen den älteren Herren, an deren Ende der erzürnte Morten gegen den Schneider handgreiflich wird.
Unterdessen ist Inger im Hause der Borgens schwer erkrankt. Das ungeborene Kind Ingers muss vom Doktor abgetrieben werden, um ihr das Leben zu retten. Johannes kündigt trotzdem – sehr zum Ärger von Morten – den bevorstehenden Tod Ingers an, wenn ihm sein Vater nicht endlich Glauben schenke. Da Ingers Zustand aber stabil erscheint, feiern die erleichterten Männer mit starkem Kaffee. Doch kaum sind der Doktor und der Pfarrer abgefahren, da stirbt Inger überraschend, wie von Johannes vorausgesagt. In der Nacht verschwindet Johannes vom Bauernhof und kann trotz intensiver Suche nicht wiedergefunden werden.
Zwei Tage später findet die Beerdigung Ingers statt, wobei insbesondere Mikkel über den Tod seiner Frau am Boden zerstört ist, auch da er durch seinen fehlenden Glauben nicht auf eine Wiedervereinigung mit Inger hoffen kann. Peter Petersen bereut inzwischen, dass er so hart mit Morten war und damit nicht der von Jesus Christus in der Bergpredigt geforderten Feindesliebe gefolgt war. Am offenen Sarg der aufgebahrten Inger versöhnen sich Morten und Petersen, der Schneider stimmt nun auch einer Hochzeit zwischen Anne und Anders zu. Plötzlich tritt der vermisste Johannes zur Totenwache. Zwar erscheint er nunmehr wieder geistig gesund, verkündet aber dennoch, dass man Inger von den Toten erwecken könne, wenn die Familie nur wirklich festen Glaubens sei. Dann könne er Gott darum bitten. Niemand von den erwachsenen Christen glaubt seinen Worten; allein Ingers Tochter – ein Kind – nimmt die Hand des Johannes und fragt ihn, ob er ihre Mutter jetzt erwecken wolle. Johannes lobt ihren kindlichen Glauben und bittet Gott. Inger beginnt zu atmen, bewegt sich in ihrem Sarg und kommt zu Bewusstsein. Das offensichtliche Wunder der Wiederauferstehung beeindruckt alle Beteiligten und lässt auch Morten und Peter ihre Differenzen vergessen. Mikkel und seine totgeglaubte Frau umarmen sich leidenschaftlich. Er sagt ihr, dass er endlich – wie sie es ihm immer vorhergesagt hatte – seinen Glauben gefunden habe.

## Produktionsgeschichte

### Vorproduktion

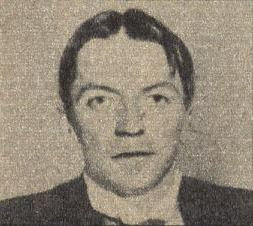
Kaj Munk (1944)

Nachdem sein Film Tag der Rache (1943), der während der Hexenverbrennungen im Dänemark des 17. Jahrhunderts spielt, damals ein heftiger Flop geworden war, gelang es Regisseur Carl Theodor Dreyer über ein Jahrzehnt nicht, trotz seines guten Renommees ein neues Filmprojekt zu finanzieren. Das Blatt begann sich 1952 zu wenden, als Dreyer durch den dänischen Staat auf Lebenszeit zum Leiter eines bekannten Kunstkinos in Kopenhagen ernannt wurde (verdiente ältere Künstler wurden in Dänemark häufig auf solche oder ähnliche Art vom Staat ausgezeichnet). Die Profite des Kinos erlaubten es Dreyer, endlich mit einer neuen Filmproduktion zu beginnen. Das Filmstudio Palladium, bei dem Dreyer den Film produzierte, und die staatliche Filmgesellschaft Dansk Kulturfilm schlugen ihm eine Verfilmung des Theaterstückes I Begyndelsen var Ordet (dt.: „Im Anfang war das Wort“, Zitat aus dem Evangelium nach Johannes 1,1) vor. Der Priester Kaj Munk hatte das Werk 1925 verfasst, 1932 war seine Uraufführung. Da Dreyer das Stück bei seiner Premiere gesehen hatte und bereits seit den 1930er-Jahren über eine Verfilmung nachdachte, sogar Notizen dazu verfasst hatte, stimmte er dem Vorschlag der Produktionsfirmen zu.
Kaj Munks Theaterstück war bereits zuvor verfilmt worden: 1943 in Schweden unter Regie von Gustaf Molander mit Victor Sjöström in der Morten-Rolle. Der 1943er-Film kam erst nach dem Zweiten Weltkrieg in Dänemark in die Kinos und die Produzenten des schwedischen Filmes sahen ihre kommerziellen Interessen gefährdet, sollte schon wieder eine neue Verfilmung herauskommen. So musste Dreyer aus rechtlichen Gründen den Beginn der Dreharbeiten bis ins Jahr 1954 verschieben. Bei seinen Arbeiten am Drehbuch blieb Dreyer dem Inhalt und der Intention des Stückes zwar weitestgehend treu, doch strich er zwei Drittel des Textes von Munk, wodurch er die Dialoge des Stückes auf das Essenzielle minimierte. Außerdem ließ er eine frühere Liebesbeziehung von Johannes, die im Stück einigen Raum einnimmt, komplett fallen. Dagegen fügte er die Anfangsszene mit Johannes auf den Dünen hinzu, die im Stück so nicht vorkommt, sondern einzig als Idee im Tagebuch von Munk.

### Dreharbeiten

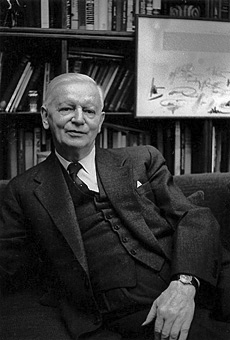
Carl Theodor Dreyer (1965)

Die Dreharbeiten zum Film fanden über insgesamt vier Monate statt – zwei Monate im Filmstudio, zwei Monate im Dörfchen Vedersø bei Ulfborg, wo Munk zur Entstehungszeit des Stückes als Pastor gearbeitet hatte. Die Dreharbeiten verliefen sehr harmonisch, da Dreyer sowohl genügend Drehzeit als auch Geld bekommen hatte. Um die Szenen im Bauernhaus möglichst echt zu gestalten, ließ Dreyer über 100 alte Gegenstände aus Bauernhäusern der Umgebung von Vedersø ins Filmstudio nach Kopenhagen transportieren. Hier wurden die Gegenstände in die Kulisse gestellt und in einem sorgfältigen Prozess nach und nach durch Dreyer entfernt, sodass nur noch etwa 15 Gegenstände verblieben. Diese sollen dem Filmzuschauer das Gefühl von Atmosphäre und Authentizität vermitteln, ihn aber auch nicht ablenken oder gar stören. Dreyer wollte den Film möglichst realistisch erscheinen lassen, damit das übernatürliche Ende mit dem Wunder umso stärker wirkt.
Dreyer drehte meistens eine Einstellung am Tage. Am Morgen probte er mit den Schauspielern und achtete dabei besonders auf die Bewegungen – teilweise bis auf einen Schritt genau, damit es mit der Belichtung passte. Dann setzte er Lichter und Kamera, ehe er gegen Abend dann die Einstellungen drehte. Die Darstellerin von Inger, Birgitte Federspiel, erinnerte sich, dass Dreyer – wenn er mit den Leistungen der Schauspieler zufrieden war – nie etwas gesagt, sondern stattdessen freundlich gelächelt habe. Er habe sie sogar auf der Suche nach den passenden Kostümen für ihre Rolle begleitet. Ebenfalls wies er die Schauspieler an, mit einem leichten Akzent zu sprechen, der für die Gegend um Vedersø charakteristisch war. In der Besetzung hatte Dreyer neben einigen Laiendarstellern in kleineren Rollen vor allem bekannte Theaterschauspieler verpflichtet. Ejner Federspiel, Birgittes Vater, der die Rolle des Petersen übernahm, hatte bereits in der Originalaufführung 1932 mitgespielt. Einige Probleme hatte der 80-jährige Henrik Malberg, der als Morten Borgen den wohl umfangreichsten Text auswendig lernen musste und dem dies im Alter schwerfiel. Munk hatte Malberg bereits beim Schreiben des Stückes 1925 als Wunschkandidaten für die Rolle des Morten im Kopf gehabt.
Zweimal im Film, vor und nach ihrem Treffen mit dem Schneider Peter, fahren Anders und Morten an einer Stelle mit einem Gedenkkreuz vorbei. An dieser Stelle wurde Kaj Munk 1944 von den Nationalsozialisten erschossen, da er gegen diese Widerstand geleistet hatte. Kaj Munk ist auch die einzige Person, die in den Credits erwähnt wird, alle anderen Beteiligten am Film bleiben ungenannt, da es keinen klassischen Vor- oder Nachspann bei Ordet gibt.

### Filmtechnik
Für Ordet setzte Carl Dreyer bewusst auf eine minimalistische, fast theaterhafte Inszenierung. Eine musikalische Untermalung fehlt so etwa fast vollständig. Nur an ausgewählten Stellen ist Orchestermusik des bereits 1949 verstorbenen Komponisten Poul Schierbeck zu hören, die dieser bereits für den Dreyer-Film Tag der Rache (1943) komponiert hatte.
1933 hatte Dreyer in einem Artikel zur Zukunft des Filmes geschrieben: „Ich glaube, dass Langaufnahmen den Film der Zukunft repräsentieren. Du musst dazu fähig sein, einen Film in sechs, sieben, acht Aufnahmen zu machen … Kurze Szenen, schnelle Schnitte markieren für mich den Stummfilm, aber der glatte Medium-Shot – mit durchgängig sich bewegender Kamera – gehört zum Tonfilm.“ Als ein Beispiel für eine möglich Umsetzung dieses Prinzips führte Dreyer im Artikel bereits damals Munks gerade erst erschienenes Stück Ordet an, das sich hervorragend dafür eignen würde. Auch wenn Schnitte – entgegen Dreyers Annahme von 1933 – im Verlaufe der Filmgeschichte generell immer mehr wurden, setzte Dreyer dieses Prinzip 22 Jahre später bei Ordet ein. Im Film erfolgen nur 114 Schnitte, was durchschnittlich etwa einen Schnitt pro Minute macht. An einigen Stellen sind es bis zu sieben Minuten zwischen einzelnen Schnitten. Damit der Film trotzdem nicht statisch wurde, setzte Dreyer mit dem jungen Kameramann Henning Bendtsen auf zahlreiche Kamerafahrten, welche dem Film eine gewisse Dynamik bewahren. Heute wird Ordet nicht zuletzt für seine Kameraarbeit von Kritikern geschätzt.
Kameramann Bendtsen sagte später, dass man jedes Filmbild so sorgfältig wie ein Gemälde komponiert habe. Normale Filmregisseure beleuchteten damals nur mit ein oder zwei Lichtern, aber Dreyer und Bendtsen verwendeten oft bis zu 20 Lichter. Dreyer verzichtete auf Belichtungsmesser und entschied über die Belichtung hauptsächlich nach dem Ermessen seines eigenen Auges. Birgitte Federspiel kommentierte später dazu: „Belichtung war seine große Gabe und er machte es mit Expertise. Er schärfte das Licht so kunstvoll, wie es ein Bildhauer oder Maler machen würde.“ Eine weitere Besonderheit sind Ingers laute Schreie bei der damals gewagten Abtreibungsszene. Birgitte Federspiel war wie ihre Figur während der Dreharbeiten schwanger und stimmte Dreyers Vorschlag zu, ihre Schreie während der Geburt ihres Kindes für die Abtreibungsszene im Film aufzunehmen. Da die Mutter von Carl Theodor Dreyer eineinhalb Jahre nach dessen Geburt starb, als sie an ihrem nächsten Kind eigenhändig eine Abtreibung vornahm, wird dieser Szene oft ein autobiografischer Hintergrund zugesprochen. Dreyer habe sich womöglich vorgestellt, das abgetriebene Kind zu sein.

## Inhaltliche Analyse
„Das ist ein Thema, das mir liegt – des Glaubens Triumph in dem skeptischen 20. Jahrhundert über Wissenschaft und Rationalität.“

Der Film hat ein vergleichsweise langsames Erzähltempo, das erst im Verlauf des Filmes an Fahrt gewinnt, am Ende des Filmes aber laut Roger Ebert umso stärker wirke. In der ersten Hälfte würde der Film die Figuren und Handlungsorte einführen sowie die Grundlagen für den Schluss des Filmes setzen. Am Schluss nimmt der Film dann eine Wendung, als Johannes mit der Erweckung von Inger ein offensichtliches Wunder vollbringt.
„Der vorletzte Film des dänischen Meisters Carl Theodor Dreyer ist eine Parabel über die Kraft des Glaubens, spielend in einer abgeschiedenen religiösen Gemeinde“, schreibt Sight & Sound zum Film. Das Aussterben des Glaubens an transzendente Vorkommnisse wie Wunder in der globalisierten, kapitalistischen Welt des 20. Jahrhunderts spielt inhaltlich eine wichtige Rolle. Selbst in dem ländlichen Dorf ist der Glaube an Wunder weitgehend erstorben: Morten sagt, dass Wunder nicht mehr in der heutigen Zeit geschehen können und zweifelt an der Kraft des Glaubens; sogar der junge Pfarrer schränkt ein, dass Gott theoretisch Wunder vollbringen könne, dies aber in der Praxis nicht mehr tun würde. Das Filmende mit dem Wunder könne man leicht missinterpretieren in die Richtung, dass jegliche Art von Wunderheilung vollbracht werden könnte, wenn der Glaube nur so fest wie bei Johannes sei. Aber: „Glaube heißt nicht, dass wir bekommen was wir wollen, oder zu glauben was immer irgendeiner uns sagt, sogar ein Verrückter. Aber es heißt zu erkennen, dass nicht alles, was verrückt scheint, wirklich verrückt ist. Aberglaube und Wunschdenken lassen uns Zeichen von Gott erkennen, wo keine sind; aber es ist auch möglich, dass wir durch Skepsis und Zweifel vor Zeichen geblendet werden, die wirklich da sind.“ Das Ende gilt als eine Allegorie für die Kraft des (nicht unbedingt nur religiösen) Glaubens, der selbst das scheinbar Unmögliche schaffe. Dreyer präsentiert dem Zuschauer dieses Ende, ob man ihm dieses Ende abkauft oder unzufrieden damit ist, sagt am meisten über den Zuschauer selbst aus.
Der Film kontrastiert in den sorgfältig ausgearbeiteten Charakteren verschiedene Arten von Glauben, was besonders im Gespräch zwischen Morten und Peter deutlich wird. Morten steht wie der Pfarrer für die institutionalisierte Religion, deren Glauben allerdings eher schlaff und statisch erscheint, zumal sie Johannes bis zum Ende des Filmes nur als Wahnsinnigen betrachten – sie glauben an den Messias vor 2000 Jahren, aber nicht daran, dass ein solcher auch heute noch erscheinen könnte. Dreyer war zwar spiritueller Christ und wollte mit seinen Filmen das Übernatürliche erfahrbar machen, war aber auch ein Kritiker der Institution Kirche. Auf der anderen Seite verkörpert Schneider Petersen mit seiner neugegründeten Sekte einen nonkonformistischen, persönlicheren Glaubensansatz, der aber in seiner Radikalität Intoleranz verursacht, etwa wenn Peter Morten abspricht, ein richtiger Christ zu sein. Beide Patriarchen verkörpern auf ihre Art einen oppressiven Religionsansatz, der erst am Ende des Filmes durch die Versöhnung und gegenseitige Toleranz überwunden werden kann. Johannes steht in seinem Wahnsinn für den mystischen, aber von der Welt vollkommen abgekehrten Glauben. Anderen Figuren, wie etwa Mikkel oder dem wissenschaftlich denkenden Doktor, ist der Glauben ganz abhandengekommen. Für Dreyer scheint Inger schließlich die überzeugendste Christin zu sein, da sie im Laufe des Filmes durch ihre Gutherzigkeit, ihren Glauben und ihre letztliche Erweckung die männlichen Figuren rettet oder versöhnt, die entweder in einen weltfremden Glauben versunken sind – wie Johannes – oder sich mit einem materialistischen, lauwarmen Glauben zufriedengeben – wie Morten. Zur Lebensretterin von Inger werden schließlich der Johannes, ein Wahnsinniger, und Ingers Tochter, ein Kind. Sie haben einen vertrauenden, kindlichen Glauben, der nicht von den Regeln der modernen Rationalität bestimmt ist.

## Deutsche Fassung
Die deutsche Synchronisation entstand 1967 für das ZDF bei der ifage-Filmproduktion nach Dialogregie und einem Dialogbuch von Erich Ebert.
| Figur              | Darsteller            | Deutscher Sprecher |
| ------------------ | --------------------- | ------------------ |
| Morten Borgen      | Henrik Malberg        | Klaus W. Krause    |
| Mikkel Borgen      | Emil Hass Christensen | Harald Leipnitz    |
| Mikkels Frau Inger | Birgitte Federspiel   | Rosemarie Fendel   |
| Anders Borgen      | Cay Kristiansen       | Michael Ande       |
| Peter Petersen     | Ejner Federspiel      | Werner Lieven      |
| Pastor             | Ove Rud               | Thomas Reiner      |
| Doktor             | Henry Skjær           | Bum Krüger         |

## Rezeption

### Bei der Veröffentlichung
Ordet feierte seine Premiere am 10. Januar 1955 im Dagmar Teatret in Kopenhagen. Im Produktionsland Dänemark war der Film nicht nur bei den Filmkritikern, sondern auch kommerziell ein Gewinn. Tatsächlich wurde Ordet in Carl Theodor Dreyers langer Karriere der einzige seiner Filme, der bei Veröffentlichung sofort sowohl bei Kritikern als beim Publikum Erfolg feiern konnte.
Von der internationalen Filmkritik wurde der Film ebenfalls gelobt. Die Wochenzeitung Die Zeit vermerkte am 15. September 1955 in ihrem Bericht zu den Filmfestspielen von Venedig: „Preisgekrönt mit dem Löwen von San Marco wurde schließlich der dänische Film ‚Ordet‘ (Das Wort), zwar keine neue künstlerische Offenbarung des bewährten Regisseurs Theodor Dreyer, aber eine gute Arbeit, die zeigt, daß er seine Selbständigkeit und sein Gewissen nicht dem eisernen geschäftlichen Zwang zu opfern bereit ist.“ Die New York Times war bei der amerikanischen Premiere 1957 noch weitaus positiver: „Sowohl emotional als auch intellektuell ist dieser Film hypnotisch, und einige Teile davon nageln den Zuschauer an seinen Sitz.“ Die New York Times hob unter anderem die schockierende Kraft der Abtreibungsszene und die Leistung von Henrik Malberg als Morten hervor. Man merke Dreyers Film an, dass der Regisseur sich ein Vierteljahrhundert über die Verfilmung des Stoffes Gedanken gemacht habe. Der Film biete eine „rigide, aber kraftvolle Mischung aus Dialogen und Gesichtern“, so die New York Times.

### Auszeichnungen und Erwähnungen
Ordet wurde im September 1955 mit dem Goldenen Löwen der Filmfestspiele von Venedig ausgezeichnet. 1956 erhielt er einen Golden Globe Award in der Kategorie Bester fremdsprachiger Film, außerdem 1957 den Preis des National Board of Review als Bester Fremdsprachiger Film. Bei der Verleihung des dänischen Filmpreises Bodil wurde Ordet in den Kategorien Bester dänischer Film (gemeinsam mit Sven Methlings Der kom en dag), Bester Hauptdarsteller (Emil Hass Christensen) und Beste Hauptdarstellerin (Birgitte Federspiel) ausgezeichnet.
Die wohl international wichtigste Wahl zum „besten Film aller Zeiten“ wird alle zehn Jahre vom britischen Magazin Sight & Sound unter Filmkritikern und Regisseuren durchgeführt. Bei der letzten Wahl im Jahre 2012 wurde Ordet unter den Kritikern auf Platz 24 der besten Filme aller Zeiten gewählt, unter den Regisseuren auf Platz 19. 1995 wurde Ordet in die 45 Filme umfassende Liste besonders empfehlenswerter Filmwerke des Vatikans gewählt. Das Magazin Image präsentierte 2011 die von Arts and Faith erstellte Liste der größten 100 Glaubensfilme, wo Ordet auf Platz 3 rangiert (auf Platz 1 steht Dreyers Die Passion der Jungfrau von Orléans). Das Wort ist neben der Jungfrau von Orleans einer von drei Dreyer-Filmen, die es 2020 wieder in die Top 100 der 1.000 besten Filme auf der Website They Shoot Pictures, Don’t They? geschafft hat. Für den online verfügbaren Katalog der 1.000 besten Filme wurden über 9.000 Listen mit Filmkritiken ausgewertet. Das Wort erreichte dort Platz 32, Die Passion der Jungfrau von Orléans Platz 17 und Gertrud Platz 89.

### Heutige Rezeption
Ordet wird heute von der Filmkritik fast einhellig positiv gesehen und als ein großes Werk der Filmgeschichte betrachtet. So erfasst der US-amerikanische Kritik-Aggregator Rotten Tomatoes 100 % wohlwollende Besprechungen in der Fachpresse. Und They Shoot Pictures, Don’t They? setzt den Film auf Platz 33 der angesehensten Werke der Filmgeschichte.
Der Filmreporter schrieb über Dreyers Werk: „Der Filmemacher verstrickt fünf Handlungsstränge in einem Glaubensdiskurs. Die Eindringlichkeit der Bilder, die Intensität der Gefühle und die meisterhafte Inszenierung der Gottsuche machen Ordet zu einem Klassiker des europäischen Kinos.“ Dave Kehr bemerkte: „Der Film ist extrem sinnlich in seiner Spärlichkeit, ein Paradoxon, das immer im Zentrum von Dreyers Werken steht.“ Dave Calhoun von TimeOut gab dem Film die Höchstwertung und schrieb: „Ordet erinnert uns, wie wenig wir am Ende von den Mysterien des Lebens wissen. Dreyer schafft dies alles im Rahmen einer merkwürdigen, wundersamen und schockierenden Arbeit zu sagen. Einmal gesehen, verlässt es dich wahrscheinlich nie.“ Roger Ebert bewertete den Film mit vier von vier Sternen: „Für den gewöhnlichen Filmzuschauer, und da zähle ich mich zu, ist Ordet ein schwieriger Film zum Hereinkommen. Aber wenn du einmal drin bist, ist es unmöglich zu entkommen. Bescheiden, leise, tiefernst, bevölkert von seltsamen religiösen Obsessionen (…).“ Jonathan Rosenbaum nannte Ordet einen der „größten Filme aller Zeiten“ und befand: „Das Schlüsselwort bei alledem ist paradox, denn Ordet, sowohl das Stück als auch der Film, argumentiert hauptsächlich für die Prinzipien der rationalen Skepsis, nur damit diese in den Schlussmomenten der Geschichte überworfen werden.“
Michel Houellebecq nennt den Film seinen „Lieblingsfilm“. „Ich glaube, ich habe diesen Film zehnmal gesehen, und ich weine immer noch jedes Mal am Ende.“